# Apple River Chippewa
Apple River Chippewa, jedna od nekadašnjih Chippewa bandi iz sjeverozapadnog Wisconsina koji su živjeli duž rijeke Apple River koju su nazivali Waabizipinikaan-ziibi, 113 kilometara duge pritoke St. Croixa. 
3. travnja 1850. na obalama Apple Rivera na mjestu gdje se sastaje sa St. Croixom dogodio se jedan od posljednjih okršaja između Chippewa i Siouxa, u kojem je znatno brojnija skupina Siouxa napala i pobila manju skupinu Chippewa u logoru koji su sakupljali javorov sok. Godine 1854. ugovorom u La Pointe utemeljeni su rezervati za St. Croix i Mole Lake Chipewa Indijance.
Danas su Apple River Chipewa dio plemena St. Croix, a pripadali su bandama kolektivno poznatim kao Betonukeengainubejig ili Biitan-akiing-enabijig